# Бобик Омелян Іванович
Бобик Омелян Іванович (5 січня 1935, Богданівка, нині Тернопільського району Тернопільської області — 21 січня 2010) — професор, вчений-математик і педагог, кандидат фізико-математичних наук.

## Біографія
Народився Омелян Бобик в сім'ї селян у селі Богданівка Підволочиського району Тернопільської області. У 1957 році закінчив з відзнакою Львівський національний університет ім. Івана Франка за спеціальністю «Математика». Працював у Плугівській СШ Золочівського району Львівської області (1957—1958). З 1961 р. по 1974 р. працював асистентом, старшим викладачем, доцентом кафедри диференціальних рівнянь Львівського університету ім. І.Франка.

## Наукова діяльність
Кандидатську дисертацію «Деякі питання якісної теорії диференціальних рівнянь еліптичного і параболічного типу» захистив у 1967 р. У 1971—1974 рр. працював деканом механіко-математичного факультету, а в 1974—1993 рр. — проректором з навчальної роботи Львівського університету. В 1993—1998 рр. — професор кафедри диференціальних рівнянь Львівського національного університету ім. Ів. Франка, у 1998-99 рр. — професор і завідувач кафедрою математики і комп'ютерних технологій, а з вересня 1999 р. по вересень 2009 року — завідувач кафедрою математики і статистики Львівського інституту банківської справи Університету банківської справи Національного банку України. Автор понад 80 наукових і науково-методичних праць, в тому числі однієї монографії, одного підручника та 22 навчальних і навчально-методичних посібників (у тому числі чотирьох з грифом МОН України).
Помер 21 січня 2010 року.

### Книги Омеляна Бобика
- Бобик О. І., Берегова Г. І., Говда Ю. І. Завдання з математики для економістів для самостійної роботи студентів і методичні вказівки для їх виконання: Навч. посібники. Ч. 1-7. — Львів: Вид-во ЛБІ НБУ, 1999—2000. — 500 С.
- Бобик О. І., Берегова Г. І., Гладунський В. Н. Завдання з математики для економістів для самостійної роботи студентів. Книга 1: індивідуальні завдання № 1, 2 з вищої математики і методичні вказівки щодо їх виконання: Навч. посібник. — Львів: Вид-во ЛБІ НБУ, 2002. — 90 С.
- Бобик О. І., Берегова Г. І., Русинко М. К. Завдання з математики для економістів для самостійної роботи студентів. Книга 3: індивідуальні завдання № 6, 7 з теорії ймовірностей та математичної статистики та методичні вказівки щодо їх виконання: Навч. посібник. — Львів: Вид-во ЛБІ НБУ, 2003. — 100 С.

- Бобик О. І., Берегова Г. І., Копитко Б. І. Теорія ймовірностей і математична статистика: Навч. посібник. — Серія «Дистанційне навчання». — Львів: Вид-во ЛБІ НБУ (зданий до друку, випуск 2003—2004 рр.). — 326 С.
- Бобик О. І., Дутка Г. Я., Засадна Х. О., Русинко М. К., Смага Л. М. Математичне програмування: тексти лекцій і контрольна робота для студентів заочної форми навчання: Навч.-метод. посібник. — Львів: ЛБІ НБУ, 2004. Серія: Математика для економістів. — 156 С.
- Бобик О. І., Засадна Х. О. Завдання з математичного програмування для самостійної роботи студентів: Навч.-метод. посібник. — У 4-х кн. — Львів: ЛБІ НБУ, 2004. — Кн. 4. Серія: Математика для економістів. — 148 С.

## Нагороди і відзнаки
- Почесна Грамота Президії Верховної Ради УРСР (1986)
- Срібна медаль НБУ (2005)
- Диплом лауреата конкурсу «Найкращий викладач УБС НБУ» (2009)
- Почесна грамота НБУ (2010).